# The Battle of the Weak
The Battle of the Weak è un cortometraggio muto del 1914 diretto da Theodore Marston.

## Produzione
Il film fu prodotto dalla Vitagraph Company of America.

## Distribuzione
Distribuito dalla General Film Company, il film - un cortometraggio in una bobina - uscì nelle sale cinematografiche statunitensi il 13 aprile 1914.